# Panthera pardus melas
Il leopardo di Giava (Panthera pardus melas Cuvier, 1809) è una rara sottospecie di leopardo diffusa in Indonesia. Il leopardo di Giava, come tutte le sottospecie di leopardo, può avere o un mantello maculato normale, o un fenotipo recessivo che può essere causa di un mantello nero, nel caso di questa sottospecie molto frequente.

## Descrizione

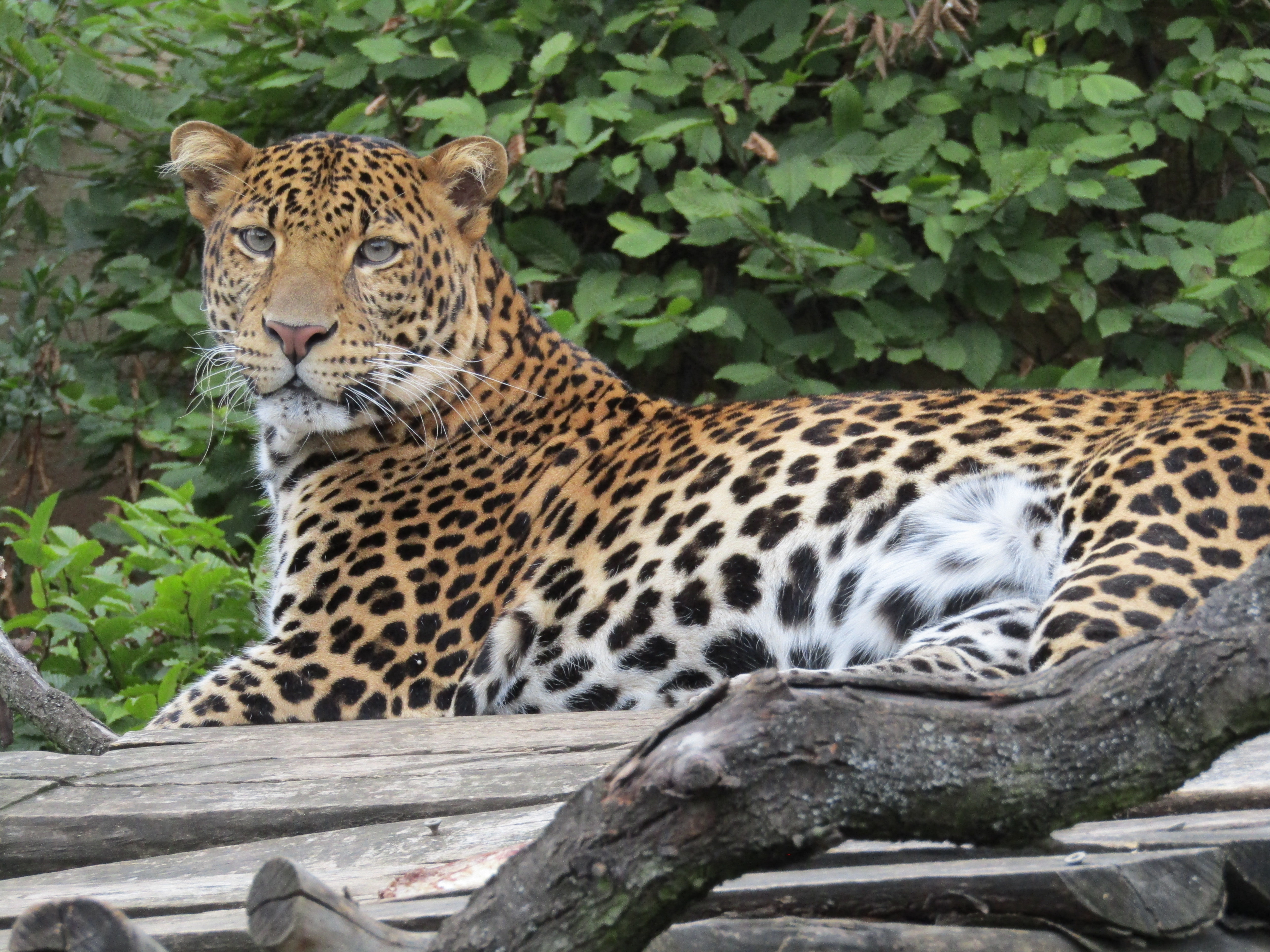
Un leopardo di Giava allo zoo di Praga.

È la sottospecie di più piccole dimensioni dopo il leopardo arabo (Panthera pardus nimr): il peso di un maschio si aggira dai 40 ai 60 chilogrammi.

## Caccia e dieta

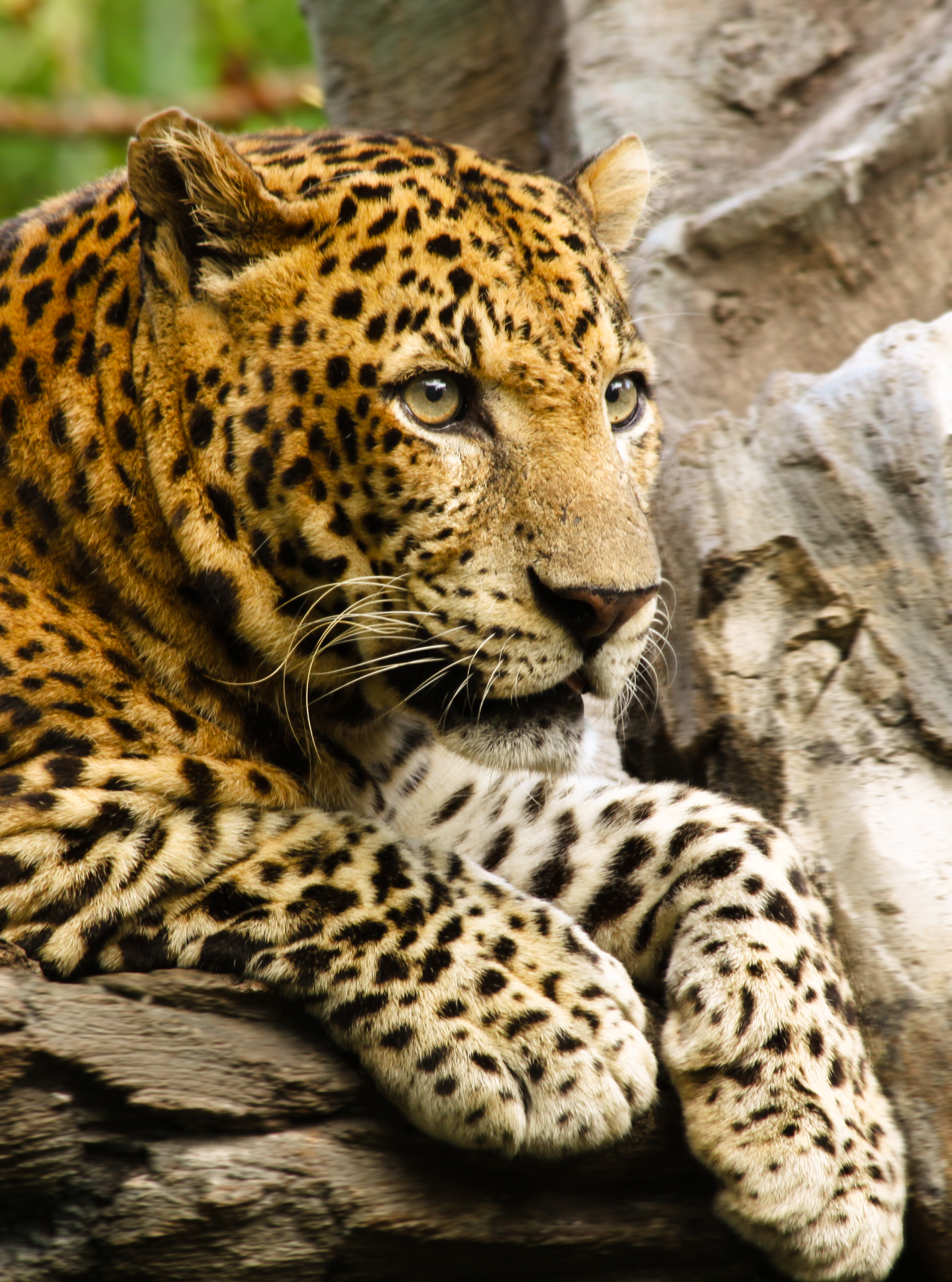
Il leopardo di Giava, come tutti i leopardi, possiede grandi zampe e muscoli masseteri molto sviluppati, ideali per sopraffare e uccidere le grosse prede di cui si nutre.

Si nutre principalmente di ungulati ed altri grandi mammiferi.
La sua dieta consiste in cervi, scimmie, cinghiali; ma a volte cerca cibo nei villaggi vicini, uccidendo cani domestici, polli e capre. Ciò pone un grave problema per gli agricoltori.
Con l'estinzione della tigre di Giava, una sottospecie di tigre endemica dell'isola, il leopardo di Giava è diventato il superpredatore di Giava; grazie a ciò è scomparsa, nel felino, l'abitudine di trasportare le prede sugli alberi, caratteristica tipica di altre sottospecie di leopardo che devono condividere il loro habitat con predatori più forti o numericamente superiori (come leoni, tigri e iene).

## Distribuzione

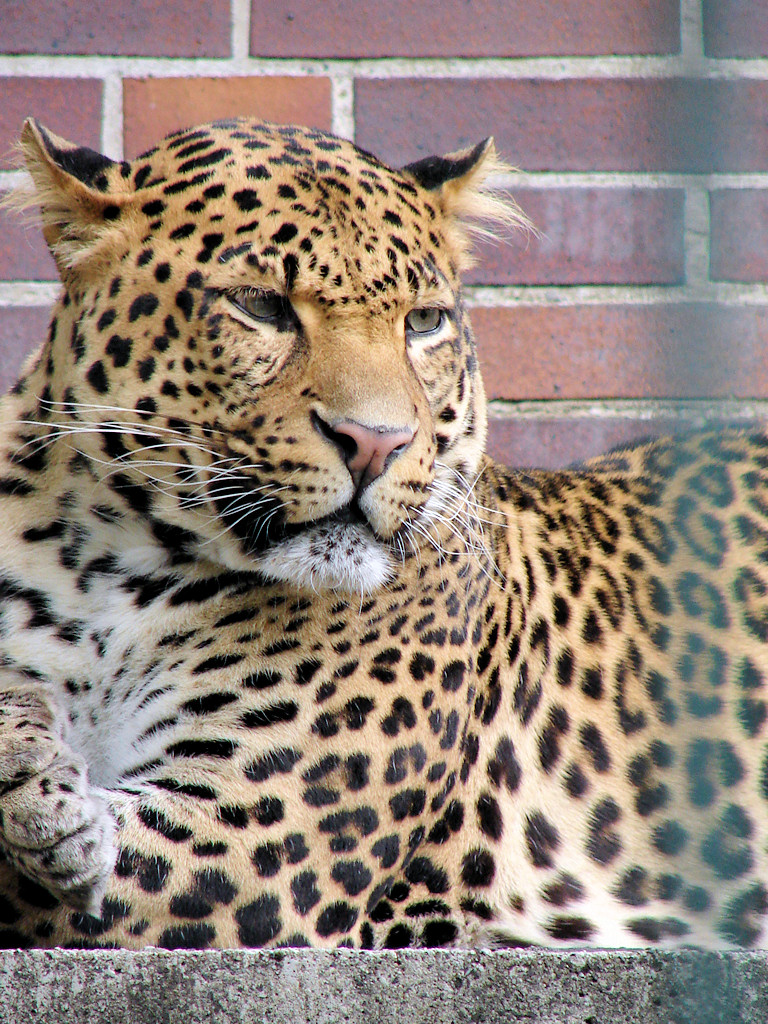
Il leopardo di Giava è diffuso esclusivamente nell'omonima isola, dove rappresenta il predatore più grande.

È endemico di Giava, in Indonesia; il suo areale si è molto assottigliato, per colpa della deforestazione e della caccia.
Si ipotizza che il leopardo di Giava arrivò sull'isola nel corso del Pleistocene medio attraverso un ponte di terra che collegava l'Asia alle Isole della Sonda. Il leopardo di Giava può vivere in diversi tipi di habitat lungo quest'isola. Essi sono stati avvistati in dense foreste tropicali nel sud-ovest vicino a Jakarta, e montagne e boschi di latifoglie a est.

## Conservazione

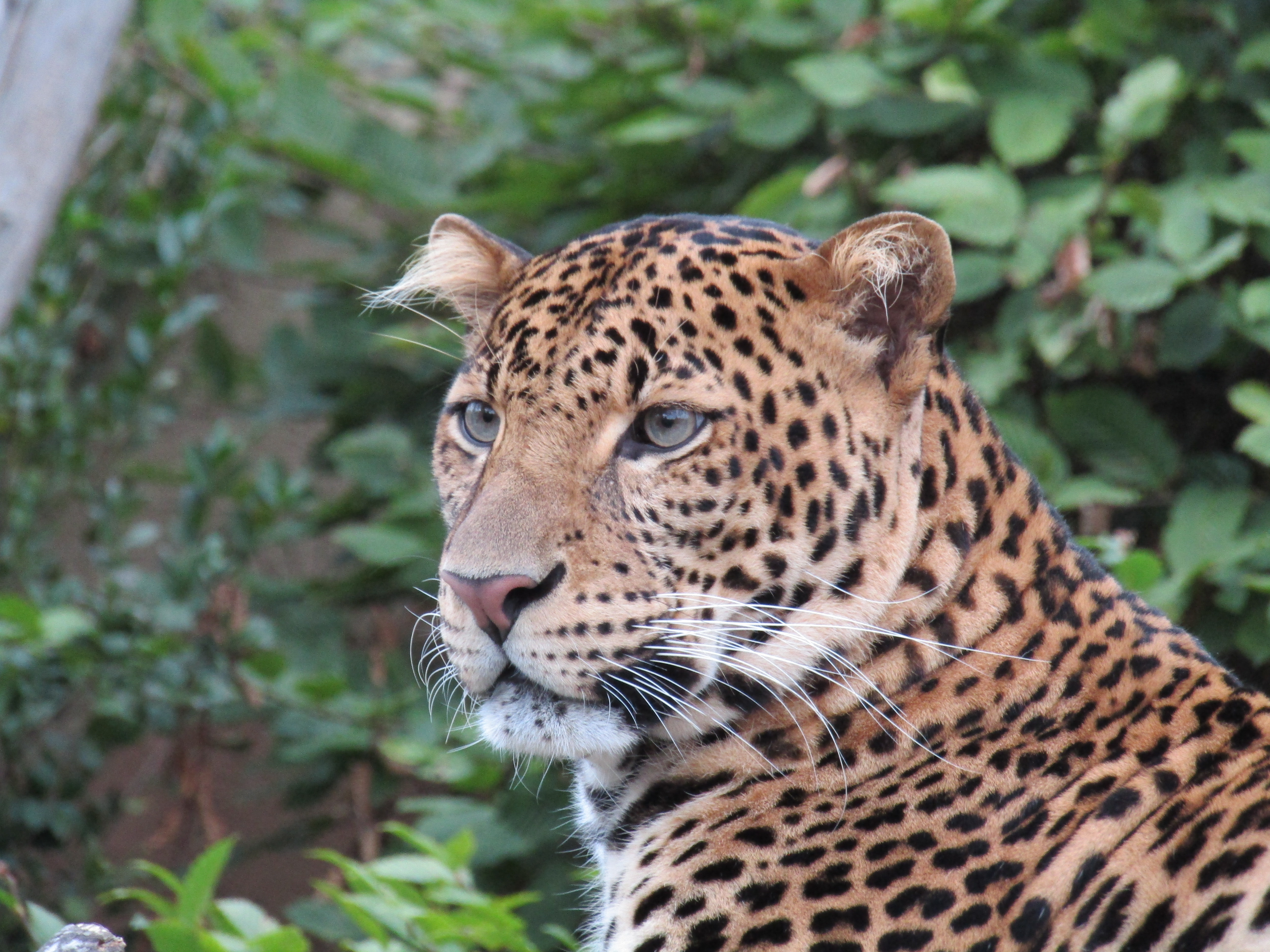
Primo piano di un leopardo di Giava.

Attualmente la sottospecie è considerata dalla IUCN in pericolo di estinzione.
Nel complesso, si stanno compiendo sforzi per ripristinare la popolazione di questi animali per evitare che prenda la via dell'estinzione, proprio come la tigre di Giava. I programmi di riproduzione in cattività in Indonesia stanno avendo un discreto successo, ma poche nazioni al di fuori sono coinvolte in tali programmi. Essendo il leopardo il più adattabile di tutti i grandi felini non è da escludere l'introduzione in altri luoghi.

## Status in cattività

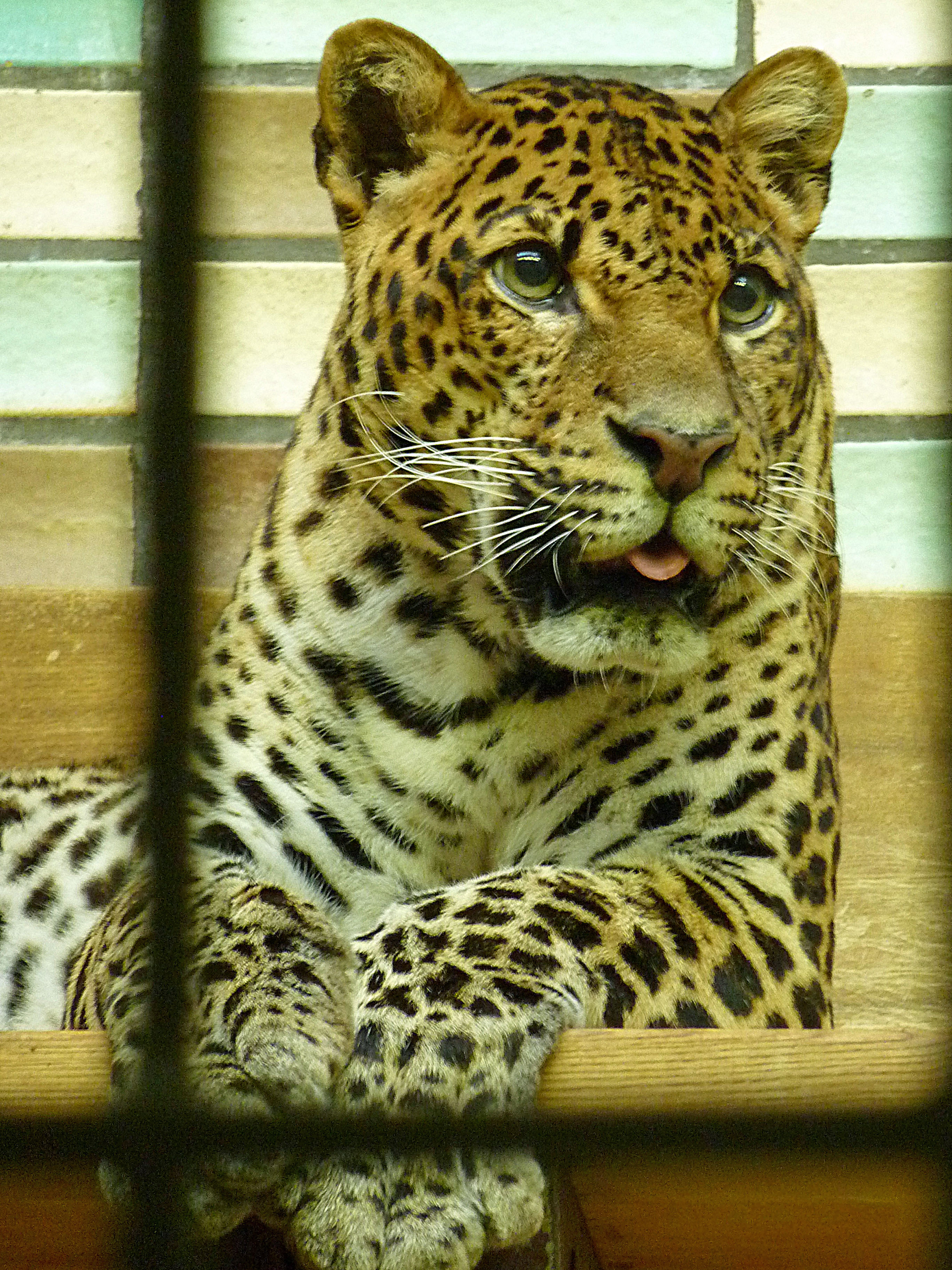
Un leopardo di Giava al Tierpark Berlin, in Germania.

Rispetto ad altri leopardi non è inserito in un vero e proprio breeding programm fra gli zoo europei. Tuttavia è notevole il contributo che sta dando il Tierpark di Berlino che è riuscito a riprodurre la sottospecie e sta lentamente trasferendo esemplari in altri zoo. Essendo a rischio critico di estinzione e dimostrando tutto sommato dei buoni risultati nella riproduzione il leopardo di Giava è potenzialmente interessante per un nuovo breeding programm in Europa.